# Страссер, Робин
Робин Страссер (англ. Robin Strasser; род. 7 мая 1945, Нью-Йорк, Нью-Йорк) — американская актриса мыльных опер. Страссер наиболее известна по своей роли доктора Дориан Лорд в длительной дневной мыльной опере «Одна жизнь, чтобы жить», где она снималась на протяжении более трёх десятилетий.
Она выиграла Дневную премию «Эмми» за лучшую женскую роль в 1982 году, а также неоднократно номинировалась на награду в разные годы. Вместе с Эрикой Слезак, Страссер, является одним из наиболее долго участвовавших в шоу актёров.
Страссер кроме этого известна благодаря роли в дневных мыльных операх «Другой мир», «Все мои дети» и «Страсти». В прайм-тайм она известна благодаря своей роли в телесериале «Тихая пристань», в котором она снималась в 1990 году, а также была гостем в таких шоу как «Она написала убийство», «Чайна-Бич», «Мерфи Браун» и «Дарма и Грег».

## Мыльные оперы
- 1964—1966 — / The Secret Storm
- 1967—1972 — Другой мир / Another World
- 1976—1979, 2003—2005 — Все мои дети / All My Children
- 2000—2002 — Страсти / Passions
- 1979—1987, 1993—2000, 2003—2011, 2013 — Одна жизнь, чтобы жить / One Life to Live